# Ornitina decarbossilasi
L'ornitina decarbossilasi è un enzima che catalizza la decarbossilazione dell'ornitina (un prodotto del ciclo dell'urea) per formare putresceina.